# Juan Francisco Castro (militar)
Juan Francisco Castro (Concordia, 16 de junio de 1904 - Buenos Aires, 9 de agosto de 1976) fue un militar argentino que alcanzó el grado de coronel y ocupó varios cargos públicos durante la presidencia de Juan Domingo Perón, entre ellos el de ministro de Transportes de la Nación.

## Biografía
Egresó del Colegio Militar de la Nación en 1925, como oficial del arma de caballería. Fue profesor de la Escuela de Caballería situada en Campo de Mayo en 1928, ayudante del comandante de la VI División. Ingresó a la Escuela Superior de Guerra, egresando de la misma en 1941, como miembro del Comando de Caballería.
En 1944 fue jefe del Regimiento de Granaderos a Caballo y jefe de la escolta del presidente Edelmiro J. Farrell. Al asumir la presidencia el general Juan Domingo Perón fue nombrado Jefe de la Casa Militar de la Presidencia.
En 1948 fue nombrado secretario de Transportes de la Nación, con rango de ministro; y tras la reforma de la Constitución Nacional, el 7 de marzo de 1949, fue designado Ministro de Transportes. Ese mismo año recibió un ascenso al grado de coronel, y fue nombrado Presidente de la Comisión Nacional de Aprendizaje y Orientación Profesional, que —entre otras responsabilidades— dirigía todas las escuelas técnicas industriales del país. Pasó a retiro militar en el año 1951.
En lo tecnológico, durante su mandato se creó el tren "Huemul", el más rápido que haya circulado hasta la actualidad en territorio argentino, entre Buenos Aires y Bahía Blanca; circuló solamente unos pocos meses e hizo algunos viajes a Necochea antes de ser retirado de servicio debido a un accidente en Las Flores.
Durante su gestión, la Corporación de Transportes de la Ciudad de Buenos Aires —un ente mixto controlado por las empresas privadas cuya creación en 1936 durante la Década Infame se atribuye al intento de evitar la quiebra de las empresas privadas británicas de tranvías por la obsolescencia de sus instalaciones y la competencia del transporte automotor— fue intervenida por el gobierno nacional. A continuación se intentó la privatización de los servicios de colectivos de Buenos Aires, y se eficientizó el sistema de subterráneos. La intención de Castro era de acelerar la privatización de los transportes, incluidos parcialmente los ferrocarriles, recientemente nacionalizados. Chocó con la resistencia de los sindicatos, especialmente de la Unión Ferroviaria, cuya importancia dentro de la central sindical y de la organización del peronismo era muy alta. Debió enfrentar la huelga ferroviaria de 1950, la más amplia y prolongada que haya tenido lugar durante la presidencia de Perón, que se inició el 19 de noviembre de 1950. El ministro Castro trató con la Comisión Consultiva de Emergencia elegida por los obreros en asamblea al margen de la Unión Ferroviaria para coordinar las acciones y las negociaciones y el 24 de noviembre obtuvo el levantamiento de la medida otorgando un aumento de salarios. 
. El 14 de diciembre iniciaron una nueva huelga; la Unión Ferroviaria fue intervenida por la Confederación General del Trabajo y continuaron los despidos. y el 20 de diciembre Castro y la Comisión llegaron a un nuevo acuerdo restituyendo los aumentos y comenzaron a ser liberados algunos de los huelguistas detenidos con motivo del conflicto. Las negociaciones continuaron pero sin avances; disconforme con las gestiones que había realizado el  coronel Castro, Perón lo hizo renunciar el 16 de enero de 1951 y el 23 de enero el Congreso Extraordinario de delegados de los distintos ferrocarriles declaró la huelga por tiempo indeterminado, que finalizó a fines de ese mes.
En definitiva, los colectivos recién fueron privatizados años más tarde, pero el ferrocarril y el subte permanececieron en manos del Estado Nacional.
Fue presidente del Tribunal de penas de la Asociación del Fútbol Argentino. Tuvo un altercado con los historiadores revisionistas al rescatar la figura del expresidente Sarmiento durante un acto público en su memoria.
En 1955 era considerado un posible conspirador contra el presidente Perón, por lo que fue profusamente investigado. Esta pesquisa impidió dar con los verdaderos responsables del golpe de Estado que terminaría por derrocar a Perón.
Falleció en la ciudad de Buenos Aires en 1976.